# Gabriel Magyar
Gabriel Magyar (* 5. Dezember 1914 als Gábor Magyar in Budapest, Königreich Ungarn; † 8. Juni 2011 in Urbana/Illinois, Vereinigte Staaten) war ein ungarischer Cellist und Musikpädagoge.

## Leben
Magyar studierte an der Franz-Liszt-Musikakademie in Budapest bei Zoltán Kodály, Leó Weiner, Antal Friss und Jenő Kerpely. Er debütierte in Ungarn mit Darius Milhauds Cellokonzert. Seine Laufbahn als Solist wurde unterbrochen, als er während des Zweiten Weltkrieges in einem deutschen Konzentrationslager interniert wurde. 1941 emigrierte er nach Venezuela. Nach dem Krieg trat er zunächst in Südamerika auf, bevor er 1951 den Lehrstuhl für Cello an der University of Oklahoma erhielt, den er bis 1956 innehatte.
1956 wurde Magyar als Nachfolger von Vilmos Palotai Cellist des Hungarian Quartet (mit den Geigern Zóltan Székely und Alexandre Moszkowsky, ab 1958 Mihály Kuttner und dem Bratschisten Dénes Koromzay), dem er bis zur Auflösung des Quartetts 1972 angehörte. Danach war er bis zu seiner Emeritierung 1980 Professor für Cello und Kammermusik an der University of Illinois at Urbana-Champaign.
Ausgezeichnet wurde Magyar u. a. mit dem Bartok Bela-Pasztory Ditta Award (1987), dem Grand Prix du Disque sowie dem „Chevalier du Violoncelle“ Award 2000 des Eva Janzer Memorial Cello Center an der Indiana University. Anerkennung fand er auch als Maler mit regionalen Ausstellungen in der Illini Union Gallery und im Springer Cultural Center.